# Републички завод за статистику Србије
Републички завод за статистику (РЗС) је посебна стручна организација у систему државне управе у Републици Србији.

## Историја
Статистика Србије званично је установљена 1862. године, када је кнез Михаило Обреновић донео акт којим се економско одељење Министарства финансија обавезује да води статистичке послове. Ова година се узима као почетак државне статистике у Србији. Историја је забележила да су се на овим просторима и раније вршила пребројавања обвезника плаћања пореза, а од 1824. године и пописивање стоке. Такође, од 1834. године врше се редовни пописи становништва, а од од 1843. године уводи се редовно праћење статистике спољне трговине, статистике унутрашње трговине, статистике цена и статистике зарада (надница).
Статистички послови су се, пре оснивања државне статистике, одвијали и кроз учешће представника Србије на међународним конгресима статистичара у Хагу 1859, Берлину 1863. и Фиренци 1867. године.
У наредном периоду, године 1881. донет је Закон о устројству статистике, а од 1882. године статистика прелази у надлежност Министарства народне привреде.
Државна статистика Србије је члан Међународног статистичког института од оснивања ове значајне институције, односно од 1885. године.
Дирекција државне статистике оснива се 1919. године при Министарству социјалне политике Краљевине Срба, Хрвата и Словенаца, али посебна канцеларија статистике Србије не постоји све до 1945. године.
У оквиру публицистичке делатности, први Државопис Србије изашао је из штампе 1863. године. Попис људства штампан је 1863. године. Први статистички годишњак Краљевине Србије издат је за 1893. годину, с тим да 1894. године престаје да излази Државопис. Последњи статистички годишњак Краљевине Србије излази 1910. године. Поновно обнављање ове едиције извршено је 1954. године када излази из штампе Статистички годишњак Србије као комплексна статистичка публикација која обухвата резултате статистичких истраживања из различитих области.
Републички завод за статистику Србије основан је 1945. године.
У периоду од 1945. до 2006, РЗС је у погледу обавезе спровођења јединствених програма и методологија био подређен Савезном заводу за статистику, с тим да је имао самосталност у финансијским, кадровским и другим питањима.
РЗС је организован тако да, поред главног седишта у Београду, има и 15 подручних одељења надлежних за спровођење истраживања на терену.

## Надлежност
Републички завод за статистику обавља стручне послове који се односе на:
- доношење програма, организацију и спровођење статистичких истраживања, односно израду методологије, прикупљање, обраду, статистичку анализу и објављивање статистичких података;
- припрему и доношење јединствених статистичких стандарда;
- развој, одржавање и коришћење републичких административних и статистичких регистара;
- формирање и одржавање система националних рачуна;
- сарадњу и стручну координацију са органима и организацијама овлашћеним за вршење статистичких истраживања;
- сарадњу са међународним организацијама ради стандардизације и обезбеђивања упоредивости података;
- обраду података ради утврђивања резултата избора и референдума на републичком нивоу, као и друге послове одређене законом.

## Активности
У систему званичне статистике Републике Србије, РЗС, према одредбама закона о званичној статистици обавља следеће активности:
1. као главни учесник унутар система, РЗС обавља послове који се односе на: производњу и дисеминацију националних рачуна; спровођење пописа; спровођење истраживања о домаћинствима; спровођење истраживања која се односе на економију и пољопривреду, као и за увођење и вођење статистичких регистара, са изузетком одређених истраживања из финансијског сектора;
2. као организатор и координатор званичне статистике, РЗС припрема петогодишњи статистички програм и годишње имплементационе планове; израђује методологију за истраживања која спроводи и поставља стандарде за целокупну званичну статистику (класификације, номенклатуре, дефиниције, принципе и друго, уколико за поједине области није другачије одређено); доноси одлуке о томе који су резултати званични и каква се терминологија користи приликом објављивања тих резултата; поставља имплементационе стандарде за све одговорне произвођаче званичне статистике полазећи од основних начела и сарађује са одговорним произвођачима приликом имплементације њихових података; сарађује са другим одговорним произвођачима статистичких података у вези са статистичким истраживањима која они спроводе и одобрава методологије узорака; поставља и одржава базе података који су резултат рада званичне статистике (осим базе података Народне банке Србије); израђује статистичке годишњаке који садрже податке о свим предметним областима; корисницима пружа савете и даје упутства у вези са расположивошћу резултата у целокупном статистичком систему; доставља званичне статистичке резултате Републике Србије међународним организацијама; учествује у међународним статистичким активностима; учествује у образовању и обуци кадрова у области статистике, како у земљи тако и у иностранству; реализује активности на основу донација из иностранства намењених побољшању процеса производње података и капацитета система званичне статистике и, сходно својим могућностима, учествује у пружању стручне помоћи званичним статистикама других земаља;
3. РЗС обавља и друге активности регулисане петогодишњим статистичким програмом, годишњим имплементационим плановима и другим правним актима заснованим на овом Закону о званичној статистици или на посебним законима којима се уређују пописи, и
4. РЗС објављује све методологије званичних статистичких истраживања (у штампаном облику или на својој интернет презентацији), а методологију појединих статистичких истраживања у „Службеном гласнику Републике Србије”.

## Статистичка истраживања
Спровођење статистичких истраживања представља основну делатност РЗС-а. Статистичка истраживања обухватају фазе рада на:
- дефинисању програма и планова статистичких истраживања;
- утврђивању јединствених  методологија и јединствених статистичких стандарда;
- организацији статистичких истраживања;
- прикупљању, контроли, обради, статистичкој анализи и објављивању статистичких података, као и обезбеђивању и заштити података и информационих система.

Истраживања се спроводе према јединственим методологијама усаглашеним са међународним препорукама и планом утврђеној периодици прикупљања података и објављивања резултата.
РЗС реализује преко 250 истраживања, која се углавном спроводе извештајним и другим методама, док један део чине комплексни статистички обрачуни који се раде на основу документације статистичких и других органа и организација, као и развојне и инфраструктурне активности на унапређењу званичне статистике и његовом прилагођавању међународним стандардима, пре свега стандардима статистике Уједињених нација, Евростата и других организација.
Поред спровођења редовних активности, РЗС обавља и додатне обраде за потребе појединих републичких институција и установа, привредних коморама, САНУ, универзитета, научних института и других корисника.

## Систем званичне статистике
Систем званичне статистике чине Републички завод за статистику, као главни координатор система надлежан за највећи део истраживања из реалног сектора и део екстерног сектора (извоз и увоз робе и др.).
Народна банка Србије надлежна за финансијски, монетарни и већи део екстерног сектора.
Градска управа града Београда — за територију града Београда надлежна за прикупљање и обраду података статистичких истраживања за територију града Београда из највећег дела области статистике као и остали одговорни произвођачи званичне статистике наведени у петогодишњем статистичком програму и то:
- Министарство финансија – надлежно за јавне приходе и расходе;
- Министарство унутрашњих послова – надлежно за део из области саобраћаја и криминалитета;
- Министарство правде;
- Високи савет судства и Државно веће тужилаца — надлежни за део из области правосуђа;
- Министарство пољопривреде, шумарства и водопривреде – надлежно за део из области безбедности хране, биланса хране и заштите животне средине;
- Министарство здравља и Институт за јавно здравље Србије – надлежни за јавно здравство и здравље;
- Министарство рударства и енергетике – надлежно за део енергетске статистике;
- Министарство животне средине и просторног планирања;
- Агенција за заштиту животне средине, Агенција за хемикалије и Завод за заштиту природе Србије – надлежни за вођење информационог система животне средине и регистар заштићених природних добара;
- Министарство за науку и технолошки развој и Институт „Михајло Пупин” – надлежни за део статистике науке, технологије и иновација;
- Министарство просвете – надлежно за део статистике образовања и доживотног образовања;
- Министарство рада и социјалне политике – надлежно за део статистике социјалне заштите;
- Министарство омладине и спорта и Републички завод за спорт – надлежни за део из области статистике спорта;
- Министарство економије и регионалног развоја – надлежно за дефинисање и израчунавање индикатора развијености региона;
- Републички хидрометеоролошки завод – надлежан за део статистике заштите животне средине;
- Републички геодетски завод – надлежан за Националну инфраструктуру геопросторних података;
- Национална служба за запошљавање – надлежна за део из области тржишта рада;
- Републички фонд за пензијско и инвалидско осигурање – надлежан за статистику пензијског и инвалидског осигурања; и
- Републички фонд за здравствено осигурање – надлежан за статистику обавезног здравственог осигурања и безбедности и здравља на раду.

## Резултати званичне статистике
Веб сајт укључујући и дисеминациону базу података представља главни канал дисеминације статистичких података.
Дисеминациона база података је база која садржи агрегиране податке статистичких истраживања. Индикатори који се налазе у бази података организовани су по статистичким области и подобласти. За сваки индикатор доступно је методолошко објашњење. Омогућено је преузимање генерисаног извештаја у формату JSON, CSV, XML, SDMX, SDMX DSD, Excel.
Резултати свих статистичких истраживања се објављују и у редовним статистичким публикацијама:
- Саопштење
- Месечни статистички билтен
- Трендови
- Статистички годишњак
- Општине и региони
- Статистички календар
- Демографска статистика
- Билтен
- Радни документ
- Студије и анализе
- Становништво Србије
- Посебне публикације
- Књиге пописа становништва
- Књиге пописа пољопривреде

## ИСТ
ИСТ је софтверски пакет, у потпуности дизајниран и развијен у Републичком заводу за статистику. ИСТ је једна .net апликација и једна једноставна метадата база података (шест табела).
Ове две подједнако важне компоненте баратају са великим бројем различитих база података, које садрже индивидуалне и агрегиране податке. ИСТ.net апликација је интерпретер. Она, у буквалном смислу, чита податке ИСТ метабазе, који представљају опис сваке апликације и, на основу прочитаних података, генерише и извршава у реалном времену сваку фазу статистичког истраживања или неког другог пројекта, од уноса података до њихове дисеминације.
Најважније компоненте ИСТ.net апликације су: ажурирање ИСТ метабазе, генерисани унос података (data entry interpreter), генератор web апликација, логичка контрола и исправка података, аутоматска корекција, напредна претрага индивидуалних и агрегираних података из базе, генерисање извештаја и могућност управљања процедурама база података које садрже индивидуалне и агрегиране податке.
Захваљујући решењу девелопер у РЗС-у покрива 20 апликација истовремено, што је просечно четири-пет пута више него традиционалним начином обраде података.